# Maumelle (Arkansas)
Maumelle – miasto w Stanach Zjednoczonych, w stanie Arkansas, w hrabstwie Pulaski.